# Loudon (condado de Merrimack)
Loudon es un lugar designado por el censo ubicado en el condado de Merrimack en el estado estadounidense de Nuevo Hampshire. En el Censo de 2010 tenía una población de 559 habitantes y una densidad poblacional de 129,78 personas por km².

## Geografía
Loudon se encuentra ubicado en las coordenadas 43°16′58″N 71°27′53″O / 43.28278, -71.46472. Según la Oficina del Censo de los Estados Unidos, Loudon tiene una superficie total de 4.31 km², de la cual 4.31 km² corresponden a tierra firme y (0%) 0 km² es agua.

## Demografía
Según el censo de 2010, había 559 personas residiendo en Loudon. La densidad de población era de 129,78 hab./km². De los 559 habitantes, Loudon estaba compuesto por el 97.5% blancos, el 0.18% eran afroamericanos, el 0.18% eran amerindios, el 0.54% eran asiáticos, el 0% eran isleños del Pacífico, el 0.18% eran de otras razas y el 1.43% pertenecían a dos o más razas. Del total de la población el 0.89% eran hispanos o latinos de cualquier raza.